# Jacques Villeneuve
Jacques Joseph Charles Villeneuve (ur. 9 kwietnia 1971 w Saint-Jean-sur-Richelieu, w prowincji Quebec) – kanadyjski kierowca wyścigowy, zdobywca tytułów mistrzowskich w Formule 1 i serii IndyCar.
Urodził się w St-Jean-sur-Richelieu w prowincji Quebec. Jest synem Gilles’a Villeneuve’a, kierowcy Formuły 1, który zginął podczas kwalifikacji do Grand Prix Belgii w 1982, kiedy Jacques miał 11 lat. Jego stryj (młodszy brat Gilles’a), który także nazywał się Jacques Villeneuve, był kierowcą w amerykańskich i kanadyjskich wyścigach (m.in. zwyciężył w jednym wyścigu IndyCar).
Mieszka obecnie w Villars-sur-Ollon w Szwajcarii, jest jednak obywatelem Kanady. Jest żonaty. W 2001 zagrał w filmie Sylvestra Stallone’a Wyścig jako kierowca wyścigowy. 19 lutego 2007 wydał album pt. Private Paradise.

## Życiorys

### Początki kariery
Idąc w ślady innych członków rodziny, młody Jacques rozpoczął od 1989 rywalizację we Włoskiej Formule 3; jeździł w niej do 1991. Od 1992 przeszedł do Japońskiej Formuły 3, wygrał trzy wyścigi i zajął drugą pozycję w klasyfikacji. W 1993 przeniósł się do serii Toyota Atlantic, wygrał w niej pięć wyścigów w barwach zespołu Forsythe-Green i ukończył sezon na trzecim miejscu. W 1994 przeniósł się z zespołem poziom wyżej – do serii Indy Car. W pierwszym sezonie wygrał w niej jeden wyścig, zajął 6. miejsce w klasyfikacji oraz został debiutantem roku. Natomiast w 1995 nie miał już sobie równych wygrywając cztery wyścigi (w tym słynny Indianapolis 500) i zdobywając tytuł mistrzowski.

### Formuła 1

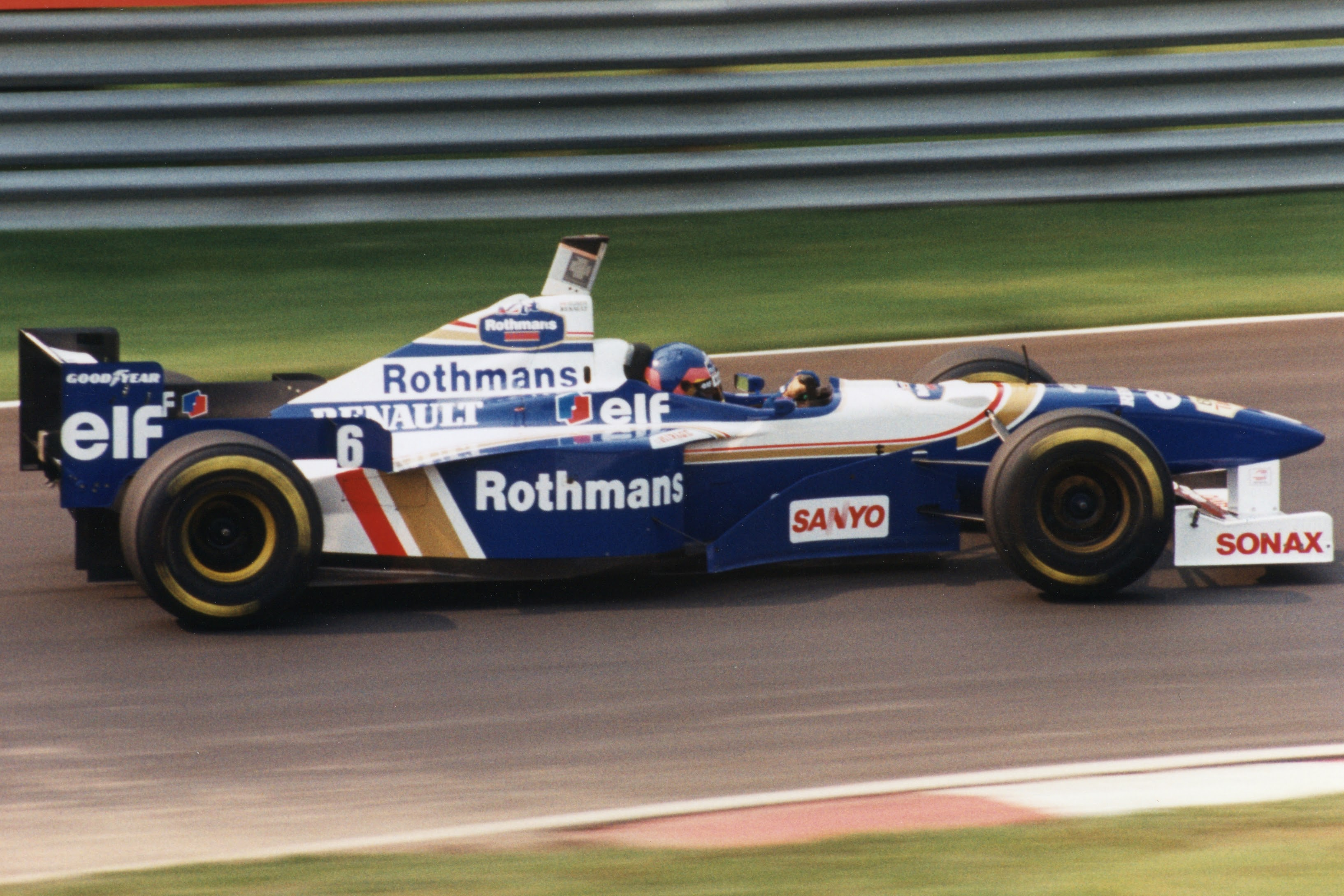
Jacques Villeneuve w pierwszym sezonie startów w F1 – Grand Prix Kanady 1996

Przygodę z Formułą 1 rozpoczął w sezonie 1996 w stajni Williams. W swoim debiutanckim wyścigu zdobył pole position (co wcześniej udało się jedynie Mario Andrettiemu i Carlosowi Reutemannowi) i miejsce na podium (wyciek paliwa na pięć okrążeń przed metą przeszkodził mu w zostaniu drugim, po Giancarlo Baghettim kierowcą, który wygrał w swoim debiucie). Wygrał cztery wyścigi, 11 razy stawał na podium, ukończył sezon na drugiej pozycji z 78 punktami. Te rekordy pobił w sezonie 2007 Lewis Hamilton (12 razy na podium, ukończony sezon z 109 punktami). Ostatecznie uplasował się na drugiej pozycji za swoim partnerem z zespołu, Damonem Hillem i pomógł Williamsowi w zdobyciu tytułu Mistrza Świata Konstruktorów. Po odejściu Hilla do zespołu Arrows, Villeneuve stał się numerem jeden w stajni. W tym sezonie wygrał siedem wyścigów i zdobył tytuł Mistrza Świata Kierowców. Wywalczył 10 pole position, 8 razy stawał na podium i zdobył 81 punktów. Tytuł zapewnił sobie dopiero w ostatnim wyścigu, pokonując Michaela Schumachera ze stajni Ferrari. W sezonie 1998 nie zdołał wygrać nawet pojedynczego wyścigu, głównie za sprawą słabych silników Mecachrome.
Od sezonu 1999 dołączył do nowej stajni British American Racing (BAR), której współzałożycielem był osobisty menedżer Jacques’a Craig Pollock. Oczekiwania były duże, ale zespół nie zdobył nawet pojedynczego punktu przez cały sezon. Przez pięć lat pracy dla stajni nie zajął lepszej niż siódma pozycji w klasyfikacji generalnej. Głównym powodem niepowodzeń były notoryczne awarie bolidów. W 2003 media skrytykowały Villeneuve’a po tym jak jego młodszy partner z zespołu, Jenson Button regularnie okazywał się lepszy od niego. Z powodu jego słabych wyników i zdobycia tylko 6 punktów skrytykowano także jego wynagrodzenie, które wynosiło 19 milionów dolarów za rok. W ostatnim wyścigu został zastąpiony przez Takumę Satō, który jeździł za Kanadyjczyka także w całym następnym sezonie. BAR w sezonie 2004 wspiął się z piątej na drugą pozycję w klasyfikacji generalnej. Od 1996 do 2003 Villeneuve uczestniczył w 131 Grand Prix, wygrał 11 razy i zdobył 13 pole position.

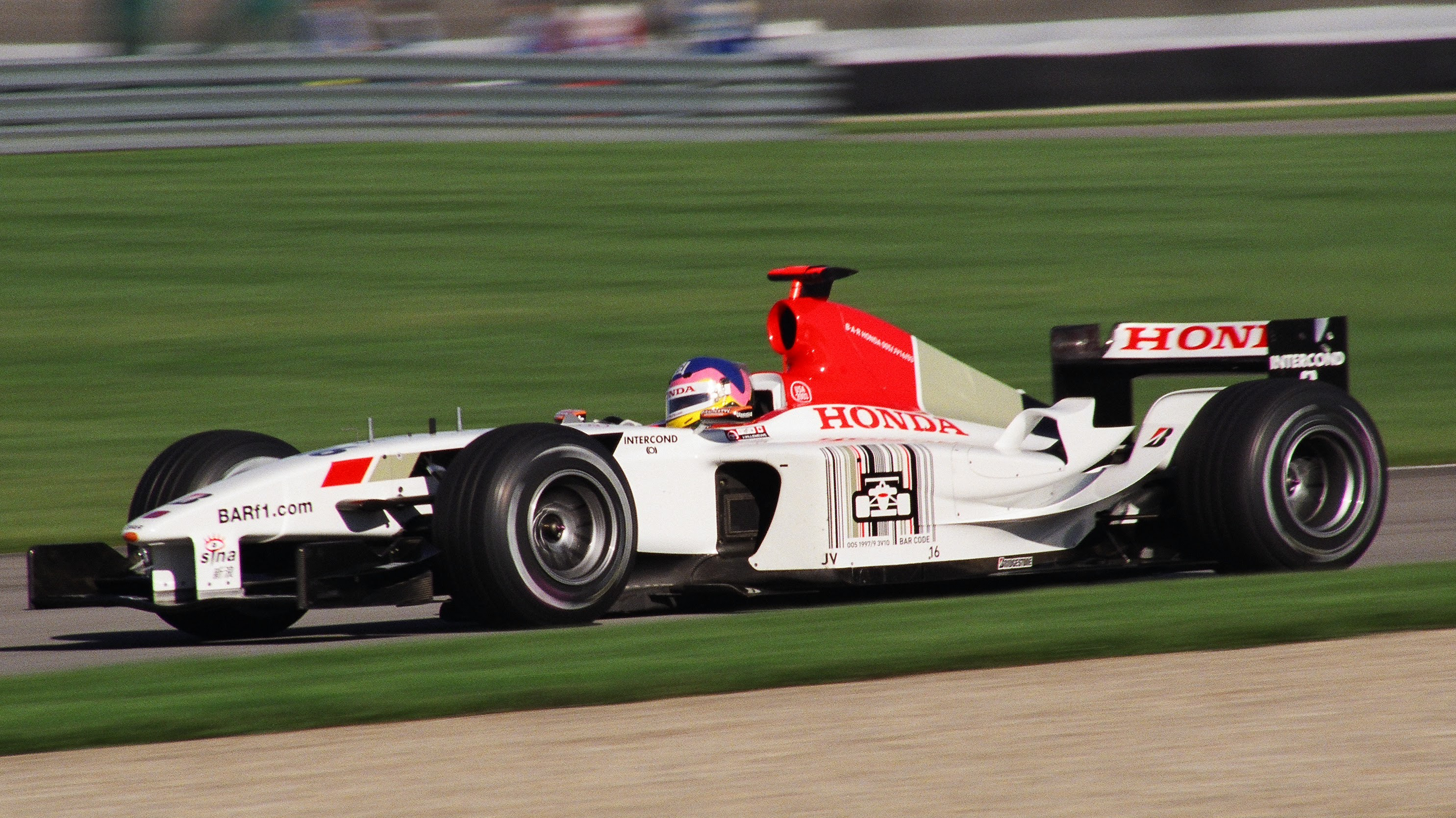
Jacques Villeneuve w bolidzie British American Racing w sezonie 2003

Villeneuve powrócił do Formuły 1 w sezonie 2004 na ostatnie trzy wyścigi sezonu, za sprawą francuskiej stajni Renault. Miał za zadanie pomóc w zdobyciu tytułu wicemistrzowskiego (Renault walczyło o drugą pozycję ze stajnią BAR). Nie zdołał jednak zdobyć ani jednego punktu. Ostatecznie Renault uplasował się na trzeciej pozycji.
Od sezonu 2005 był kierowcą stajni Sauber. W klasyfikacji końcowej sezonu 2005 Villeneuve zajął 14. miejsce, zdobywając 9 punktów.
Umowa z BMW Sauber została rozwiązana 7 sierpnia 2006. Jego miejsce w drużynie BMW Sauber zajął Robert Kubica.

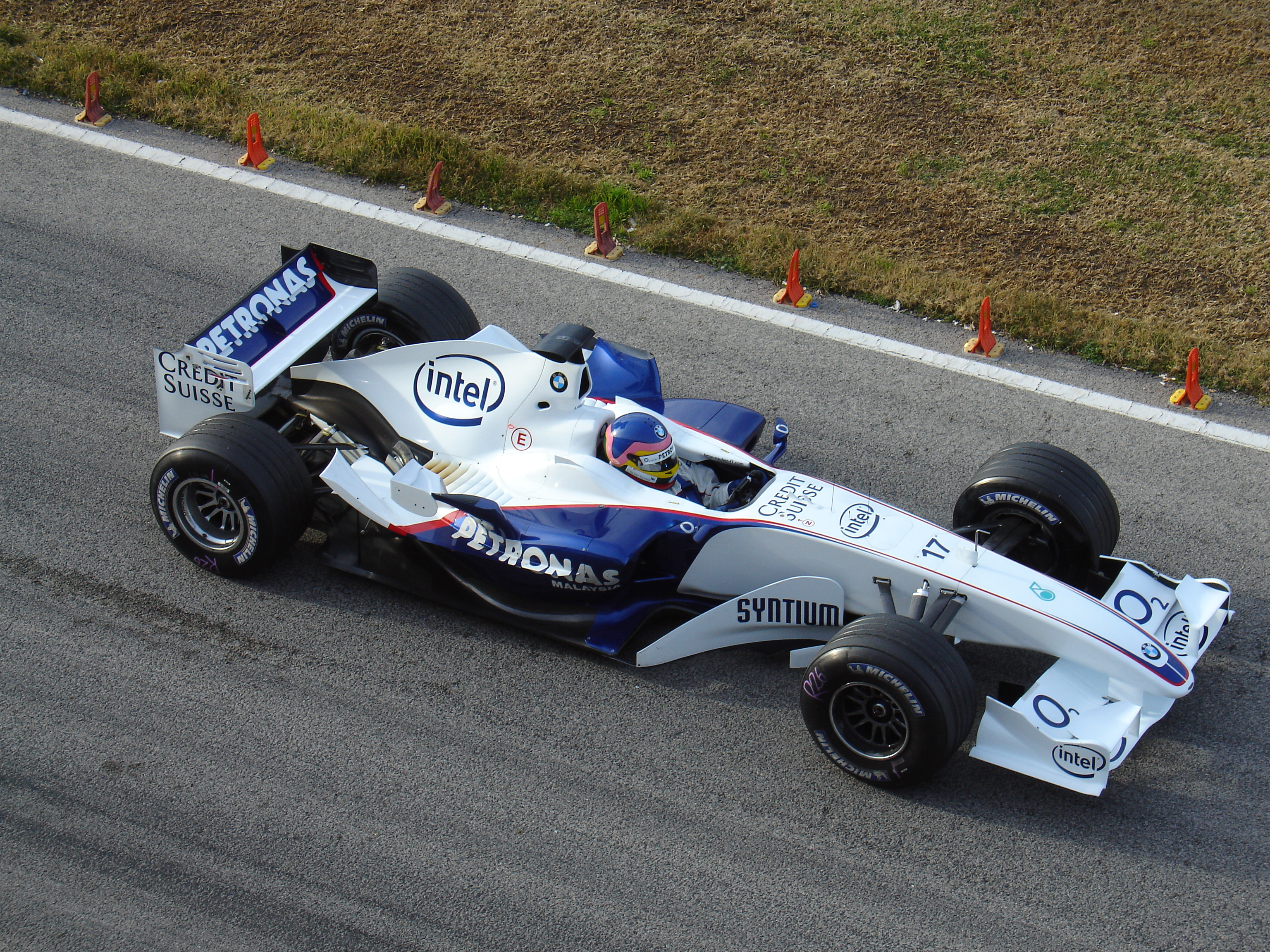
Jacques Villeneuve w bolidzie BMW Sauber F1.06 w sezonie 2006

### Dalsza kariera
W 2007 roku Villeneuve wystartował w wyścigu 24 godziny Le Mans w zespole Peugeot oraz zaliczył kilka startów w NASCAR. Planował zaliczyć cały sezon w następnym roku, ale nic z tego nie wyszło. Ponownie wystartował w Le Mans zajmując w nim drugie miejsce. Wystartował też w czterech wyścigach Speedcar Series. W 2009 ponownie zaliczył kilka startów w niższych seriach NASCAR.
W czerwcu 2009 potwierdził, że prowadził negocjacje z kilkoma zespołami Formuły 1 na temat swoich startów w sezonie 2010.

### Nieudana próba powrotu i próba wejścia z własnym zespołem
W lutym 2010, Villeneuve był łączony z powrotem do Formuły 1 jako kierowca zespołu Stefan Grand Prix. Serbska ekipa nie była na liście zgłoszeń do mistrzostw w sezonie 2010. Właściciel zespołu, Zoran Stefanović przyznał, że zespół podpisze umowę z kanadyjskim kierowcą, jeśli Stefan GP otrzyma miejsce. 3 marca 2010, FIA ogłosiła, że mimo braku pojawienia się stajni US F1 Team, serbska stajnia nie otrzyma miejsca, ze względu na niemożność wprowadzenia nowego zespołu w tak krótkim czasie. Kanadyjczyk był rozczarowany decyzją Federacji, mając nadzieję na powrót do rywalizacji.
W lipcu 2010, szef zespołu Durango oznajmił w wywiadzie, że Villeneuve Racing, będące projektem kanadyjskiego kierowcy, połączyło siły, w celu walki o trzynaste miejsce w stawce na sezon 2011. 8 września 2010, FIA oznajmiła, że nie pojawi się w stawce trzynasty zespół Formuły 1. Mimo tego, Villeneuve wraz z Durango nie rezygnowali z planu wejścia do najważniejszej serii wyścigowej, przyznając, że w razie niepowodzenia zdecydują się na wejście do NASCAR.

## Wyniki

### Formuła 1
| Rok  | Zespół                         | Samochód         | Silnik                     | Wyniki w poszczególnych eliminacjach | Wyniki w poszczególnych eliminacjach | Wyniki w poszczególnych eliminacjach | Wyniki w poszczególnych eliminacjach | Wyniki w poszczególnych eliminacjach | Wyniki w poszczególnych eliminacjach | Wyniki w poszczególnych eliminacjach | Wyniki w poszczególnych eliminacjach | Wyniki w poszczególnych eliminacjach | Wyniki w poszczególnych eliminacjach | Wyniki w poszczególnych eliminacjach | Wyniki w poszczególnych eliminacjach | Wyniki w poszczególnych eliminacjach | Wyniki w poszczególnych eliminacjach | Wyniki w poszczególnych eliminacjach | Wyniki w poszczególnych eliminacjach | Wyniki w poszczególnych eliminacjach | Wyniki w poszczególnych eliminacjach | Wyniki w poszczególnych eliminacjach | Pkt. | Msc. |
| ---- | ------------------------------ | ---------------- | -------------------------- | ------------------------------------ | ------------------------------------ | ------------------------------------ | ------------------------------------ | ------------------------------------ | ------------------------------------ | ------------------------------------ | ------------------------------------ | ------------------------------------ | ------------------------------------ | ------------------------------------ | ------------------------------------ | ------------------------------------ | ------------------------------------ | ------------------------------------ | ------------------------------------ | ------------------------------------ | ------------------------------------ | ------------------------------------ | ---- | ---- |
| 1996 |                                |                  |                            | Australia                            | Brazylia                             | Argentyna                            | Unia Europejska                      | San Marino                           | Monako                               | Hiszpania                            | Kanada                               | Francja                              | Wielka Brytania                      | Niemcy                               | Węgry                                | Belgia                               | Włochy                               | Portugalia                           | Japonia                              |                                      |                                      |                                      | 78   | 2    |
| 1996 | Rothmans Williams Renault      | Williams FW18    | Renault RS8 3.0 V10        | 2                                    | NU                                   | 2                                    | 1                                    | 11†                                  | NU                                   | 3                                    | 2                                    | 2                                    | 1                                    | 3                                    | 1                                    | 2                                    | 7                                    | 1                                    | NU                                   |                                      |                                      |                                      | 78   | 2    |
| 1997 |                                |                  |                            | Australia                            | Brazylia                             | Argentyna                            | San Marino                           | Monako                               | Hiszpania                            | Kanada                               | Francja                              | Wielka Brytania                      | Niemcy                               | Węgry                                | Belgia                               | Włochy                               | Austria                              | Luksemburg                           | Japonia                              | Unia Europejska                      |                                      |                                      | 81   | 1    |
| 1997 | Rothmans Williams Renault      | Williams FW19    | Renault RS9 3.0 V10        | NU                                   | 1                                    | 1                                    | NU                                   | NU                                   | 1                                    | NU                                   | 4                                    | 1                                    | NU                                   | 1                                    | 5                                    | 5                                    | 1                                    | 1                                    | DK                                   | 3                                    |                                      |                                      | 81   | 1    |
| 1998 |                                |                  |                            | Australia                            | Brazylia                             | Argentyna                            | San Marino                           | Hiszpania                            | Monako                               | Kanada                               | Francja                              | Wielka Brytania                      | Austria                              | Niemcy                               | Węgry                                | Belgia                               | Włochy                               | Luksemburg                           | Japonia                              |                                      |                                      |                                      | 21   | 5    |
| 1998 | Winfield Williams              | Williams FW20    | Mecachrome GC37-01 3.0 V10 | 5                                    | 7                                    | NU                                   | 4                                    | 6                                    | 5                                    | 10                                   | 4                                    | 7                                    | 6                                    | 3                                    | 3                                    | NU                                   | NU                                   | 8                                    | 6                                    |                                      |                                      |                                      | 21   | 5    |
| 1999 |                                |                  |                            | Australia                            | Brazylia                             | San Marino                           | Monako                               | Hiszpania                            | Kanada                               | Francja                              | Wielka Brytania                      | Austria                              | Niemcy                               | Węgry                                | Belgia                               | Włochy                               | Unia Europejska                      | Malezja                              | Japonia                              |                                      |                                      |                                      | 0    | 21   |
| 1999 | British American Racing        | BAR 01           | Supertec FB01 3.0 V10      | NU                                   | NU                                   | NU                                   | NU                                   | NU                                   | NU                                   | NU                                   | NU                                   | NU                                   | NU                                   | NU                                   | 15                                   | 8                                    | 10†                                  | NU                                   | 9                                    |                                      |                                      |                                      | 0    | 21   |
| 2000 |                                |                  |                            | Australia                            | Brazylia                             | San Marino                           | Wielka Brytania                      | Hiszpania                            | Unia Europejska                      | Monako                               | Kanada                               | Francja                              | Austria                              | Niemcy                               | Węgry                                | Belgia                               | Włochy                               | Stany Zjednoczone                    | Japonia                              | Malezja                              |                                      |                                      | 17   | 7    |
| 2000 | Lucky Strike Reynard BAR Honda | BAR 002          | Honda RA000E 3.0 V10       | 4                                    | NU                                   | 5                                    | 16†                                  | NU                                   | NU                                   | 7                                    | 15†                                  | 4                                    | 4                                    | 8                                    | 12                                   | 7                                    | NU                                   | 4                                    | 6                                    | 5                                    |                                      |                                      | 17   | 7    |
| 2001 |                                |                  |                            | Australia                            | Malezja                              | Brazylia                             | San Marino                           | Hiszpania                            | Austria                              | Monako                               | Kanada                               | Unia Europejska                      | Francja                              | Wielka Brytania                      | Niemcy                               | Węgry                                | Belgia                               | Włochy                               | Stany Zjednoczone                    | Japonia                              |                                      |                                      | 12   | 7    |
| 2001 | Lucky Strike BAR Honda         | BAR 003          | Honda RA001E 3.0 V10       | NU                                   | NU                                   | 7                                    | NU                                   | 3                                    | 8                                    | 4                                    | NU                                   | 9                                    | NU                                   | 8                                    | 3                                    | 9                                    | 8                                    | 6                                    | NU                                   | 10                                   |                                      |                                      | 12   | 7    |
| 2002 |                                |                  |                            | Australia                            | Malezja                              | Brazylia                             | San Marino                           | Hiszpania                            | Austria                              | Monako                               | Kanada                               | Unia Europejska                      | Wielka Brytania                      | Francja                              | Niemcy                               | Węgry                                | Belgia                               | Włochy                               | Stany Zjednoczone                    | Japonia                              |                                      |                                      | 4    | 12   |
| 2002 | Lucky Strike BAR Honda         | BAR 004          | Honda RA002E 3.0 V10       | NU                                   | 8                                    | 10†                                  | 7                                    | 7                                    | 10†                                  | NU                                   | NU                                   | 12                                   | 4                                    | NU                                   | NU                                   | NU                                   | 8                                    | 9                                    | 6                                    | NU                                   |                                      |                                      | 4    | 12   |
| 2003 |                                |                  |                            | Australia                            | Malezja                              | Brazylia                             | San Marino                           | Hiszpania                            | Austria                              | Monako                               | Kanada                               | Unia Europejska                      | Francja                              | Wielka Brytania                      | Niemcy                               | Węgry                                | Włochy                               | Stany Zjednoczone                    | Japonia                              |                                      |                                      |                                      | 6    | 16   |
| 2003 | Lucky Strike BAR Honda         | BAR 005          | Honda RA003E 3.0 V10       | 9                                    | NW                                   | 6                                    | NU                                   | NU                                   | 12                                   | NU                                   | NU                                   | NU                                   | 9                                    | 10                                   | 9                                    | NU                                   | 6                                    | NU                                   |                                      |                                      |                                      |                                      | 6    | 16   |
| 2004 |                                |                  |                            | Australia                            | Malezja                              | Bahrajn                              | San Marino                           | Hiszpania                            | Monako                               | Unia Europejska                      | Kanada                               | Stany Zjednoczone                    | Francja                              | Wielka Brytania                      | Niemcy                               | Węgry                                | Belgia                               | Włochy                               |                                      | Japonia                              | Brazylia                             |                                      | 0    | 21   |
| 2004 | Mild Seven Renault F1 Team     | Renault R24      | Renault RS24 3.0 V10       |                                      |                                      |                                      |                                      |                                      |                                      |                                      |                                      |                                      |                                      |                                      |                                      |                                      |                                      |                                      | 11                                   | 10                                   | 10                                   |                                      | 0    | 21   |
| 2005 |                                |                  |                            | Australia                            | Malezja                              | Bahrajn                              | San Marino                           | Hiszpania                            | Monako                               | Unia Europejska                      | Kanada                               | Stany Zjednoczone                    | Francja                              | Wielka Brytania                      | Niemcy                               | Węgry                                | Turcja                               | Włochy                               | Belgia                               | Brazylia                             | Japonia                              |                                      | 9    | 14   |
| 2005 | Sauber Petronas                | Sauber C24       | Petronas 05A 3.0 V10       | 13                                   | NU                                   | 11†                                  | 4                                    | NU                                   | 11                                   | 13                                   | 9                                    | NW                                   | 8                                    | 14                                   | 15                                   | NU                                   | 11                                   | 11                                   | 6                                    | 12                                   | 12                                   | 10                                   | 9    | 14   |
| 2006 |                                |                  |                            | Bahrajn                              | Malezja                              | Australia                            | San Marino                           | Unia Europejska                      | Hiszpania                            | Monako                               | Wielka Brytania                      | Kanada                               | Stany Zjednoczone                    | Francja                              | Niemcy                               | Węgry                                | Turcja                               | Włochy                               |                                      | Japonia                              | Brazylia                             |                                      | 7    | 15   |
| 2006 | BMW Sauber F1 Team             | BMW Sauber F1.06 | BMW P86 2.4 V8             | NU                                   | 7                                    | 6                                    | 12                                   | 8                                    | 12                                   | 14                                   | 8                                    | NU                                   | NU                                   | 11                                   | NU                                   |                                      |                                      |                                      |                                      |                                      |                                      |                                      | 7    | 15   |

### Indianapolis 500
| Rok  | Zespół                       | Samochód     | Silnik           | Start | Meta | Uwagi |
| ---- | ---------------------------- | ------------ | ---------------- | ----- | ---- | ----- |
| 1994 | Forsythe/Green Racing        | Reynard 94I  | Ford-Cosworth XB | 4     | 2    |       |
| 1995 | Team Green                   | Reynard 95I  | Ford-Cosworth XB | 5     | 1    |       |
| 2014 | Schmidt Peterson Motorsports | Dallara DW12 | Honda            | 27    | 14   |       |

### Formuła E
| Sezon     | Zespół                 | Samochód      | Układ napędowy      | Wyniki w poszczególnych eliminacjach | Wyniki w poszczególnych eliminacjach | Wyniki w poszczególnych eliminacjach | Wyniki w poszczególnych eliminacjach | Wyniki w poszczególnych eliminacjach | Wyniki w poszczególnych eliminacjach | Wyniki w poszczególnych eliminacjach | Wyniki w poszczególnych eliminacjach | Wyniki w poszczególnych eliminacjach | Wyniki w poszczególnych eliminacjach | Pkt. | Msc. |
| --------- | ---------------------- | ------------- | ------------------- | ------------------------------------ | ------------------------------------ | ------------------------------------ | ------------------------------------ | ------------------------------------ | ------------------------------------ | ------------------------------------ | ------------------------------------ | ------------------------------------ | ------------------------------------ | ---- | ---- |
| 2015/2016 |                        |               |                     |                                      | Malezja                              | Urugwaj                              | Argentyna                            | Meksyk                               | Stany Zjednoczone                    | Francja                              | Niemcy                               | Wielka Brytania                      | Wielka Brytania                      | 0    | 20   |
| 2015/2016 | Venturi Formula E Team | Spark SRT_01E | Venturi VM200-FE-01 | 14                                   | 11                                   | NW                                   |                                      |                                      |                                      |                                      |                                      |                                      |                                      | 0    | 20   |

### 24h Le Mans
| Rok  | Zespół             | Partnerzy                   | Samochód            | Klasa | Okr. | Poz. | klasa Poz. |
| ---- | ------------------ | --------------------------- | ------------------- | ----- | ---- | ---- | ---------- |
| 2007 | Team Peugeot Total | Nicolas Minassian Marc Gené | Peugeot 908 HDi FAP | LMP1  | 338  | NU   | NU         |
| 2008 | Team Peugeot Total | Nicolas Minassian Marc Gené | Peugeot 908 HDi FAP | LMP1  | 381  | 2    | 2          |

## Filmografia
| Rok  | Tytuł  | Rola   | Reżyser      | Źródło |
| ---- | ------ | ------ | ------------ | ------ |
| 2001 | Wyścig | on sam | Renny Harlin | [ 10 ] |

## Dyskografia
| Tytuł            | Dane dot. albumu                               | Sprzedaż | Certyfikat |
| ---------------- | ---------------------------------------------- | -------- | ---------- |
| Private Paradise | - Data: 19 lutego 2007 - Wydawca: Newton Music | 833      | –          |